# إيما دونوفان
إيما دونوفان (بالإنجليزية: Emma Donovan)‏ هي مغنية وكاتبة غنائية أسترالية، ولدت في 1981.

## وصلات خارجية
- الموقع الرسمي
- إيما دونوفان على موقع ميوزك برينز (الإنجليزية)
- إيما دونوفان على موقع ديسكوغز (الإنجليزية)